# Spooky Lady's Sideshow
Spooky Lady's Sideshow är ett musikalbum från 1974 av Kris Kristofferson.

## Låtlista
Sida 1
1. "Same Old Song" – 3:15
2. "Broken Freedom Song" – 5:22
3. "Shandy (The Perfect Disguise)" – 3:38
4. "Star-Spangled Bummer (Whores Die Hard)" – 3:35
5. "Lights of Magdala" (Larry Murray) – 3:40
6. "I May Smoke Too Much" – 3:07

Sida 2
1. "One for the Money" – 3:03
2. "Late Again (Gettin' over You)" – 3:33
3. "Stairway to the Bottom" – 3:26
4. "Rescue Mission" (Kristofferson, Roger McGuinn, Bob Neuwirth, Saymour Cassell) – 5:21
5. "Smile at Me Again" (Kristofferson, Stephen Bruton) – 3:32
6. "Rock and Roll Time" (Kristofferson, McGuinn, Neuwirth) – 4:53